# Matić
Matić je hrvatsko prezime, koje se najčešće pojavljuje u Tomislavgradu u zapadnoj BiH, u Zadru i Zagrebu.

## Osobe s prezimenom Matić
- Ambroz Matić (1795. – 1849.), hrvatski i bosanskohercegovački pjesnik, pisac, latinist
- Anita Matić (rođ. 1975.), hrvatska kazališna, televizijska i filmska glumica
- Ante Matić (rođ. 1945.), hrvatski pjesnik, prozaik, kritičar, esejist i polemičar
- Ante Delmin Matić (rođ. 1954.), hrvatski pjesnik iz BiH
- Barbara Matić (rođ. 1994.), hrvatska judašica
- Bernardo Matić (rođ. 1994.), hrvatski nogometaš
- Boris T. Matić (rođ. 1966.), hrvatski producent
- Branko Matić (1919. – 2012.), hrvatski kazališni, televizijski i filmski glumac
- Brigita Matić (rođ. 1996.), hrvatska judašica
- Darko Matić (rođ. 1980.), bosanskohercegovački nogometaš
- Eugen Matić (1889. – 1918.), hrvatski pisac iz Bosne i Hercegovine
- Ivona Matić, hrvatska košarkašica
- Marija Turkalj Matić, vojvođanska slikarica
- Marko Matić (rođ. 1988.), hrvatski reprezentativni rukometaš
- Martin Matić (1876. – 1945.), bački hrvatski politički i kulturni djelatnik
- Nadja Matić (rođ. 1990.), hrvatska hokejašica na ledu
- Ognjen Matić (rođ. 1989.), australski rukometaš
- Predrag Matić (rođ. 1962.), hrvatski bivši ministar branitelja
- Slavko Matić (rođ. 1938.), hrvatski akademik
- Zvonko Putica Matić (20. stoljeće), hrvatski liječnik, novinar i hrvatski emigrantski kulturni djelatnik